# Furnarius leucopus
Furnarius leucopus là một loài chim trong họ Furnariidae.